# Simpson (Schiff, 1985)
Die USS Simpson (FFG-56) war eine Fregatte der Oliver-Hazard-Perry-Klasse und zum Zeitpunkt ihrer Außerdienststellung die einzige aktive Fregatte der US Navy.

## Geschichte
Die Kiellegung der nach Konteradmiral Rodger W. Simpson benannten Fregatte fand am 27. Februar 1984 bei Bath Iron Works statt, das Schiff wurde am 31. August 1984 vom Stapel gelassen. Die Indienststellung erfolgte am 9. November 1985.
1988 war die Simpson an der Operation Praying Mantis beteiligt, bei der die United States Navy die iranische Marine schwer traf. Die Fregatte Sahand und das Flugkörperschnellboot Joshan wurden versenkt und die Fregatte Sabalan schwer beschädigt. Während des Gefechts wurde die Simpson mit einer AGM-84 Harpoon angegriffen und versenkte daraufhin den Angreifer, die Joshan.
Während Operation Desert Storm diente die Simpson als Eskorte für den Flugzeugträger America, ebenso 1993 während Operation Deny Flight.
1994 fuhr die Simpson während Operation Support Democracy und Operation Able Manner vor Haiti, 1998 mit der John C. Stennis führte sie Übungen vor Puerto Rico durch.
2002 wurde die Simpson der aktiven Reserveflotte zugeteilt. In dieser dient neben der stark reduzierten aktiven Crew vor allem Reservepersonal auf der Fregatte.
2010 wurde die Simpson auf der Kieler Woche zum ersten Mal seit 20 Jahren dem Öffentlichen Besucherverkehr geöffnet und im September 2015 als letztes Schiff ihrer Klasse im Dienst der US Navy außer Dienst gestellt.